# Тарар (опера)
«Тарар» (фр. Tarare) — опера в пяти актах с прологом, написанная Антонио Сальери в 1787 году на либретто П. О. Бомарше и в том же году впервые поставленная в Париже. По заказу императора  Иосифа II на либретто Лоренцо да Понте была создана италоязычная версия оперы — «Аксур, царь Ормуза», которая на протяжении нескольких десятилетий с успехом шла по всей Европе.

## История создания

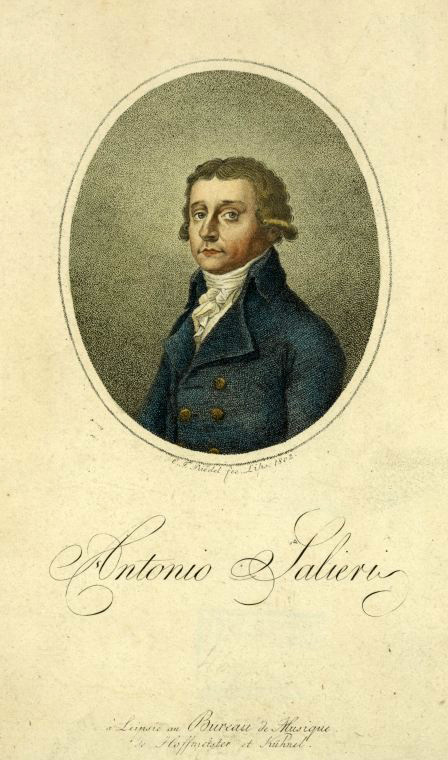
Антонио Сальери в 1785 году

Замысел «Тарара» биографы П. О. Бомарше относят к 1775 году. По-видимому, работа была прервана и завершена лишь в середине 80-х. Бомарше хотел предложить своё либретто К. В. Глюку, по некоторым сведениям, между ними даже существовала договорённость. Однако Глюк после двух инсультов работать уже не мог и даже заказ от Королевской академии музыки на оперу «Данаиды» оказался вынужден передать своему ученику и последователю Антонио Сальери.
Лирическая трагедия «Данаиды» была поставлена в Париже в апреле 1784 года, — успех оперы, «глюковская» манера письма, по-видимому, и побудили Бомарше предложить своё либретто Сальери, который к тому же получил от Королевской академии музыки заказ на две новые оперы. Их совместная работа над «Тараром» длилась, по свидетельству драматурга, более года, Сальери жил в доме Бомарше и на склоне лет с удовольствием вспоминал, как драматург, считавший себя «немного музыкантом», наставлял его на «путь истинный». Как именно, рассказал сам Бомарше:
Он имел мужество отказаться ради меня от множества музыкальных красот, которыми блистала его опера, единственно потому, что они удлиняли сцены и замедляли действие; но за эти жертвы его вознаградят мужественный и энергичный стиль, а также стремительный и гордый тон всего произведения. <...> Мой друг, говорил я ему, попытка смягчить мысли, изнежить фразы, чтобы сделать их более музыкальными, — вот что портит оперу. Попробуем поднять музыку на высоту нервной и интригующей поэмы; так мы придадим ей нужное благородство.
Бомарше говорил, что некоторые ситуации для своего либретто он почерпнул в одной арабской сказке, некогда слышанной им в деревне, — что, собственно, и побудило его перенести действие на арабский Восток. Он читал отрывки из либретто в салонах, где текст, полный аллюзий на нравы современной Франции, пользовался неизменным успехом; но музыка Сальери значительно усилила воздействие текста. Премьера оперы состоялась в Париже 8 июня 1787 года, вызвала ажиотаж, сравнимый только с премьерами опер Глюка в годы борьбы «глюкистов» с «пиччиннистами», но успех её превзошёл все ожидания.

## Основные партии
Природа — сопрано
Дух Огня — баритон
Атар, царь Ормуза — бас
Тарар, солдат на службе у Атара — тенор
Астазия, жена Тарара — сопрано
Артене, священник — бас
Альтамор, его сын, генерал — бас
Урсон, капитан стражи — бас
Кальпиджи, главный евнух гарема Атара — тенор-альтино

## Сюжет
В прологе Природа и Гений Огня создают героев оперы и предопределяют их судьбы.
Действие происходит в Ормузе, арабском государстве на территории Персии, управляемом жестоким и развращенным царём Атаром. В минуту смертельной опасности Атар назначает преданного ему Тарара, солдата незнатного происхождения, генералом, и тот обеспечивает безопасность монарха.
Но возвышение недавнего солдата вызывает ревность у генерала Альтамора, а уважение, которым пользуется Тарар среди солдат, внушает опасения подозрительному Атару. По приказу царя Альтамор похищает жену Тарара, Астазию; под именем Иризы Атар помещает её в свой гарем и устраивает в честь новой госпожи праздник по-европейски. Скорбящему о потере жены Тарару царь обещает снарядить корабль для преследования разбойников, сам же подстрекает Альтамора вызвать соперника на поединок.
Сразив в поединке Альтамора, Тарар от главного евнуха, Кальпиджи, узнаёт правду о своей жене и, переодевшись рабом — чернокожим немым стариком, с помощью евнуха проникает в гарем. Пытаясь спасти Астазию, он невольно выдаёт себя и, схваченный стражей, предстаёт перед Атаром.
Во дворе царского дворца готовится костёр для Тарара и Астазии, решившей умереть вместе с мужем; но восставшие солдаты и рабы освобождают их. Атар, опасаясь возмездия, отрекается от власти и закалывает себя кинжалом. Народ избирает царём любимого полководца, и, вынужденный уступить воле народа, Тарар надевает на себя цепь, «чтобы сковать себя со счастьем государства».

## «Аксур»
«Тарар» так понравился императору Иосифу II, что он поручил придворному поэту Лоренцо да Понте перевести либретто на итальянский язык. Тираноборческий пафос оперы просвещённого монарха не смущал: её развязку он считал всего лишь нравоучительной; демократичный, не склонный к расточительности, реформатор Иосиф II не считал себя деспотом. К тому же да Понте в своём либретто приглушил французские предреволюционные интонации — философские и политические аллюзии в критике деспотических режимов Востока, как и актуальную тему женской эмансипации; сам деспот в его интерпретации больше походил на ревнивца-любовника. В итальянской версии Тарар превратился в Атара, а Атар — в Аксура, и сама опера получила название «Аксур, царь Ормуза» (итал. Axur, re d’Ormus); изменилось имя и у смотрителя гарема: он стал Бискромой.
Премьера «Аксура» состоялась в венском Бургтеатре 8 января 1788 года и была приурочена к торжествам по случаю бракосочетания племянника императора, эрцгерцога Франца (будущего императора Франца II) с принцессой Елизаветой Вюртембергской.

## Музыка
В либретто Бомарше с трагическими героями соседствовали и комические, в частности евнух Кальпиджи и гаремные слуги, бывшие европейцы, — соответственно, и в музыке Сальери трагическое органично сочеталось с комическим, возвышенное с приземлённым, что было, как и ранее в «Данаидах», преодолением жёстких канонов классицизма (которым следовал Глюк), не допускавших смешения «высокого» и «низкого» жанров. Опера Сальери, пишет М. Мугинштейн, представляла собой «сплав seria и buffa, трагедии и пародии, сатиры и философии, галантных и драматических настроений». В Париже консервативная критика этот сплав не приняла, называла оперу «конфузом жанра», «драматическим и лирическим монстром».
По своему музыкальному стилю «Тарар» располагался между барокко и ампиром, предвосхищал, с одной стороны, «оперу спасения», с другой — жанр «большой оперы». Сильный героический стиль, заявленный в увертюре к первому акту, — в этом же стиле выдержана и вся партия Тарара — прямо предвосхищает Бетховена. Даже тема побочной партии увертюры явным образом напоминает аналогичную тему из первой части Второй симфонии Бетховена, что вряд ли можно считать случайным: опера Сальери на протяжении многих лет была на слуху у всех.
Переработка «Тарара» в «Аксура» заставила Сальери внести существенные коррективы и в партитуру, что поначалу огорчило императора, находившего «французскую» музыку оперы прекрасной. Но, как говорил сам композитор, «музыка, написанная для французских поющих актёров, мало годится для итальянских актёрствующих певцов», и император с ним в конце концов согласился: во французской версии нет развёрнутых арий, итальянская предоставляет больше возможностей для «чистого» пения. Кроме того, в сцену европейского праздника в серале в IV акте Сальери вставил «Арлекинаду», которой не было в «Тараре», — комедию дель арте как образ Европы.
«…Всё вместе, — пишет музыковед Л. Кириллина, — политическая злободневность в аллегорической оболочке, экзотическая зрелищность, отвечавшая моде на турецко-персидский Восток, красочность и выразительность оркестра, яркость мелодических характеристик, мощные контрасты сольных и массовых сцен, живописные звуковые картины и т. д. — создавало неотразимый эффект, способствовавший долгому и массовому успеху этого сочинения в любой аудитории».

## Сценическая судьба
Музыковеды впоследствии считали французскую версию оперы, «Тарара», одной из лучших (наряду с «Данаидами»), если не лучшей оперой Сальери. Репертуар Парижской оперы «Тарар» украшал вплоть до 1826 года и приносил ей огромные доходы; только в 1787 году было дано 33 спектакля. В 1790 году представление «Тарара» стало частью торжеств, посвящённых первой годовщине взятия Бастилии. Власть во Франции менялась, а «Тарар» по-прежнему пользовался успехом: опера пришлась по вкусу и Наполеону Бонапарту, который, как полагают, видел в Тараре себя, она шла и после падения императора — при Бурбонах. По словам М. П. Алексеева, сочинение Сальери составило «целую эпоху в истории оперы».
Тем не менее именно итальянская версия, «Аксур, царь Ормуза», быстро распространилась по всей Европе, от Лиссабона до Москвы; либретто при этом нередко переводилось на соответствующие языки, в том числе на польский и русский, — в интерпретации да Понте текст Бомарше утратил опасную остроту. В 1814 году опера была поставлена даже в Рио-де-Жанейро — на португальском языке.
«Аксур» стал любимой оперой Иосифа II и превратился в почти официальный символ монархии: исполнение «Аксура» нередко приурочивалось к официальным мероприятиям. Так, в 1790 году частью торжеств по случаю коронации Леопольда II императором Священной Римской империи во Франкфурте стала и постановка «Аксура». В Германии опера шла до середины XIX века.
В России «Тарар» впервые был поставлен в 1803 году в Петербурге — французской труппой Большого театра; в 1806 году состоялась премьера «Аксура» в Немецком театре в Москве. Отдельные номера из «Аксура» в Петербурге ещё и в 20-е годы XIX века нередко исполнялись в концертах; ария «Моя Астазия — богиня!», как утверждала Т. Л. Щепкина-Куперник, пользовалась особенной популярностью: весь город её напевал.
В эпоху романтизма Сальери, как и подавляющее большинство его современников, был забыт; интерес к музыке XVIII века, в том числе и к творчеству Сальери, возродился в веке XX. Так, «Аксур» после долгого забвения был впервые поставлен в январе 1967 года на сцене Познаньской оперы; в 1987 году в Вене состоялось концертное исполнение оперы под управлением Джанандреа Гавадзени, повлёкшее за собой и ряд других постановок. В 1988 году на музыкальном фестивале в Карлсруэ публике был возвращён и «Тарар»; тремя годами позже он вернулся в Париж, на сцену Гранд-опера́.